# Order Zasługi Pokoju i Przyjaźni
Order Zasługi Pokoju i Przyjaźni (węg. Béke és Barátság Érdemrend) – bardzo wysokie odznaczenie cywilne WRL, nadawane w latach 1974–1989 za doskonałe promowanie pokojowej współpracy pomiędzy państwami, postęp społeczny oraz rozwój ekonomicznych i kulturalnych stosunków międzynarodowych. Orderem tym odznaczono łącznie 77 osób.